# Słonin
Słonin (pol. hist. Słonino) – wieś w Polsce położona w województwie wielkopolskim, w powiecie kościańskim, w gminie Czempiń.

## Historia
Miejscowość pierwotnie była związana z Wielkopolską. Istnieje co najmniej od drugiej połowy XIV wieku i ma średniowieczną metrykę. Po raz pierwszy w źródłach historycznych odnotowana została w łacińskim dokumencie z 1368 jako "Slonino", 1398 "Slonyno", 1421 "Slunino", 1445 "Slunyno", 1467 "Slunynowo, Szlvnyno", 1470 "Szlunyno", 1482 "Slomyno".
Dawniej Słonin podzielony był na dwie części Stary i Nowy. Historycy nie wiedzą kiedy i z jakiego powodu dokonał się ten podział ponieważ w źródłach historycznych notowany jest jako jedna miejscowość. Na niemieckiej mapie 1:100000 z 1943 roku około 100 metrów na północ od Słonina zaznaczony jest Słonin Stary, a około 500 metrów na zachód od Słonina – Słonin Nowy z czego wynika, że nastąpiło „rozdzielonie w nowszych czasach” wsi na dwie części: Starą i Nową. Na mapie topograficznej z 1950 z okresu PRL widoczny jest jednak tylko Słonin Stary przylegający do Słonina ale nazwy Stary Słonin nie ma już na mapie topograficznej z 1998 w skali 1:50000. W 1967 w spisie Słonin Stary i Słonin Nowy określone zostały jako kolonie, ale w tomie 3. Wykazu urzędowych nazw miejscowości w Polsce wydanym w 1982 widnieje tylko Słonin. Być może więc nazwa Słonin Stary wskazuje na pierwotne położenie wsi Słonin.
Początkowo wieś była własnością szlachecką, należącą do wielkopolskiej szlachty z rodu Gryżyńskich, a później także do Jaszkowskich, Kobylińskich oraz Ostrorogów. W 1467 miejscowość leżała w powiecie kościańskim województwa poznańskiego w Koronie Królestwa Polskiego. W 1465 leżała w parafii Czempiń.
Pierwszy zapis związany z wsią pochodzi z 1368 i mówi o tym, że Piotrek zwany Suczka dziedzic w Słoninie sprzedał za 24 grzywien groszy praskich Jarosławowi dziedzicowi w Błożejewie w powiecie pyzdrskim, (obecnie toBłażejewo) jedną wielką toń niewodową na końcu Błożejewskiego Jeziora położonego koło Bnina.
W latach 1398-1432 dziedzicem w Słoninie był stolnik poznański Przybysław z Gryżyny, który odnotowany został w kilku średniowiecznych procesach majątkowych. W 1398 zapowiedział on przed sądem ziemskim drogi boczne (łac. "vias non rectas") w Słoninie. W latach 1420-1421 Przybysław pozwany został przez Stanisława krawca o zaległe dwie grzywny wynagrodzenia za służbę, a także o zapłatę za 6 małdratów oraz 4 ćwiertnie owsa oraz 6 ćwiertni żyta. W 1421 toczył spór sądowy z Mikołajem zagrodnikiem z Kokorzyna. W 1428 odnotowano proces sądowy opatrznego (łac. "providus") Stanisława sołtysa słonińskiego ze szlachcicem Marcinem Zgirzą ze Zgirzyc oraz Sędziwojem z Barklina (obecnie Barchlin).
W latach 1445-1470 dziedzicem we wsi był, syn Wyszaka z Gryżyny, Jan Jaszkowski, który od nazwy wsi Jaszkowo przyjął odmiejscowe nazwisko. Był on także właścicielem we wsiach Gołębina, Jasień koło Czempinia oraz Słonina. W 1445, po śmierci stryja Przybysława Gryżyńskiego, Jaszkowscy i Gryżyńscy dokonali podziału majątku, w wyniku czego Jan Jaszkowski otrzymał m.in. Słonin. W 1448 dokonał podziału ze swoimi braćmi Jaszkowskimi otrzymując połowę Jaszkowa i m.in. Słonin. W 1449 Jan Jaszkowski zapowiedział swoje dobra, a wśród nich m.in. Słonin. W 1465 jako dziedzic w Jaszkowie i Słoninie sprzedał z zastrzeżeniem prawa wykupu szpitalowi św. Barbary na Chwaliszewie koło Poznania 2,5 grzywny czynszu od sumy głównej 31 grzywien i 17 groszy zapisanej na Słoninie. W imieniu całej wsi zobowiązali się płacić ten czynsz pracowici Szymon włodarz oraz kmiecie słonińscy Mateusz, Piotr i Michał. W 1467 Jan Jaszkowski sprzedał z zastrzeżeniem prawa wykupu pracownikowi Marcinowi Miroszewiczowi z Błociszewa czynsz 12 florenów węgierskich od sumy głównej 150 florenów węgierskich zapisanych na Słoninie. W 1470 Marcin przeznaczył ten czynsz dla mansjonarzy w Osiecznej. W 1470 Jan Jaszkowski został pozwany z połowy Jaszkowa, Gołębina, wsi Jasienie i Słonina przez Uniesława niegdyś Kokorzyńskiego o 20 grzywien. Sąd orzekł, że jeśli nie zapłaci w terminie to miał wwiązać Uniesława w czynsz z jednego łana osiadłego lub z dwóch łanów opuszczonych w swoich wsiach.
W latach 1482-1483 syn Jana, Mikołaj Jaszkowski zapisał swojej żonie Katarzynie Grudzińskiej posag oraz wiano na wsiach Jaszkowo, Jasienie i Słonin. W 1482 zapisał jej po 800 złotych, a w 1483 po 400 grzywien. W 1485 Katarzyna wdowa po tymże Mikołaju była żoną Mikołaja Kobylińskiego.
W 1510 Słonin był własnością starosty ostrzeszowskiego Jerzego z Ostroroga Lwowskiego, męża Katarzyny córki Mikołaja Jaszkowskiego. W 1533 Jerzy Lwowski dał swemu synowi Wojciechowi wsie Jaszkowo, Jasienie i Słonin, a Wojciech zapisał swej żonie Zuzannie córce wojewody kaliskiego Mikołaja Kościeleckiego po 3500 florenów posagu oraz wiana na połowie Jaszkowa i innych należących do niego wsiach. W 1564 właścicielką wsi była druga żona Wojciecha, pani Zofia Lwowska, córka Marcina ze Zborowa. W latach 1569-1570 nastąpił podział dóbr pomiędzy Krzysztofem i Marcinem Ostrorogami Lwowskimi synami Wojciecha i Zofii, a w tym m.in. Jaszkowo, Jasienie i Słonin. W 1569 wieś otrzymał Krzysztof, a w 1570 Marcin. W 1579 Marcin Ostroróg Lwowski sprzedał Stanisławowi Rydzyńskiemu oraz jego matce Katarzynie z Marszewa swoje wsie Jaszkowo, Słonin, Jasienie, Witkówki, Gołębino oraz Gorzyczki.
Miejscowość odnotowały również historyczne rejestry podatkowe. W 1510 w Słoninie było 10 łanów osiadłych, jeden łan opuszczony, dwa łany sołeckie opuszczone, karczma oraz jeden zagrodnik. W 1530 miał miejsce pobór podatków we wsi od 7 łanów oraz trzy grosze od karczmy. W 1563 pobrano podatki od 12,5 łana osiadłego oraz od karczmy dorocznej. W 1580 miał miejsce pobór od 11,5 łana.
Wieś położona była w 1581 roku w powiecie kościańskim województwa poznańskiego w Rzeczypospolitej Obojga Narodów. Wskutek II rozbioru Polski w 1793, miejscowość przeszła pod władanie Prus i jak cała Wielkopolska znalazła się w zaborze pruskim..
W okresie Wielkiego Księstwa Poznańskiego (1815-1848) miejscowość wzmiankowana jako Słonin należała do wsi większych w ówczesnym pruskim powiecie Kosten rejencji poznańskiej. Słonin należał do okręgu kościańskiego tego powiatu i stanowił część majątku Racat (niem. Razoten, dziś Racot), który należał wówczas do byłego króla Niderlandów (Wilhelma I). Według spisu urzędowego z 1837 roku Słonin liczył 238 mieszkańców, którzy zamieszkiwali 28 dymów (domostw).
W latach 1975–1998 miejscowość administracyjnie należała do województwa poznańskiego.
Na terenie wsi znajdują się dwa obiekty zabytkowe: szkoła murowana z 1882 i oberża (dom nr 49), szachulcowa z końca XIX wieku.